# Maison Huber (Tampere)
La maison Huber (finnois : Huberin talo) est un immeuble du quartier de Nalkala à Tampere en Finlande.

## Présentation
La maison Huber est un bâtiment fonctionnaliste conçu par Bertel Strömmer.
Il est formé de deux lamelles dont la première est construite en 1949 le long de la rue Kirkkokatu et la seconde en 1950 au coin de la rue Aleksis Kiven katu.
L'immeuble a été nommé en mémoire de l'entreprise de Robert Huber qui se situait à cet emplacement,,.
Bertel Strömmer a longtemps travaillé à la conception du site.
Il fait les premiers plans en 1939, mais le projet de construction est reporté en raison de la seconde guerre mondiale.
Plus tard, le plan de la ville est modifié et Bertel Strömmer fait de nouveaux plans en 1947–1948,.